# District de Qingyunpu
Le district de Qingyunpu (青云谱区 ; pinyin : Qīngyúnpǔ Qū) est une subdivision administrative de la province du Jiangxi en Chine. Il est placé sous la juridiction de la ville-préfecture de Nanchang.